# Эли, Жакоб Жоб
Жако́б Жоб Эли́ (фр. Jacob Job Élie; 26 ноября 1746, Висамбур, нынешний департамент Нижний Рейн, Франция—5 февраля 1825, Варен-ан-Аргон, департамент Мёз, Франция) — французский военачальник, дивизионный генерал времён Великой французской революции и Первой империи.

## Военная карьера
2 декабря 1766 года Эли поступил на военную службу в пехотный Аквитанский полк. Принимал участие в Корсиканской кампании 1769 года, обстрелах Суса и Бизерты в 1770 году.
2 декабря 1774 года уходит в отставку, но вновь поступает на службу 5 июля 1781 года — на этот раз в Полк королевы. 1 ноября 1781 года получает звание сержанта, а 1 августа 1788 года — знаменосца.
14 июля 1789 года принимает активное участие во взятии Бастилии, назначается капитаном 5 дивизиона парижской Национальной гвардии.
С 3 августа 1791 года — капитан 103-го пехотного полка, с 27 ноября 1791 года — кавалер Ордена Святого Людовика.
С 7 февраля 1793 года — подполковник, с 30 июля 1793 года — бригадный генерал Арденской армии, командующий Живе и Форта Шарлемон. С 3 сентября 1793 года — бригадный генерал. 2 июля 1794 года переводится в Армию Самбры и Мёза.
Эли не попадает в число членов штабов, реформированных 13 июня 1795 года. Он вновь призывается на службу 28 февраля 1796 года и назначается комендантом Лиона. С 19 августа 1796 года — в Альпийской армии. С 22 октября 1796 года — командующий долин Морьен и Тарантез. Уволен из армии 18 марта 1797 года.
В отставке с 21 июня 1811 года. Скончался 6 февраля 1825 года в Варен-ан-Аргоне, департамент Мёз.